# Josef Rufer
Josef Rufer (18 décembre 1893 à Vienne (Autriche) - 7 novembre 1985) est un musicologue autrichien. Il est considéré comme une figure importante principalement en raison de son association avec les écrits relatifs à Arnold Schoenberg.

## Biographie
Rufer est élève d'Alexander von Zemlinsky et Schoenberg à Vienne; lorsque ce dernier déménage à Berlin pour diriger la classe de composition à l'Académie prussienne des arts, Rufer l'accompagne et lui sert d'assistant principal entre 1925 et 1933.
Rufer est étroitement associé à Schoenberg pendant la période de développement de la musique sérielle et de la méthod dodécaphoniste, et c'est lors d'une promenade avec Rufer que Schoenberg prononce la fameuse déclaration, en ce qui concerne celles-ci : « J'ai fait une découverte qui va assurer la suprématie de la musique allemande pour les cent prochaines années ».
Les écrits de Rufer relatifs à Schoenberg comprennent l'introduction à la méthode sérielle Die Komposition mit Zwölf Tönen (Berlin, 1952; traduit en Composition With Twelve Notes, Londres, 1954; réimpression 1969,  (ISBN 978-0-313-21236-9)), et le catalogue Das Werk Arnold Schönberg's (Kassel, 1959; traduit en The Works of Arnold Schoenberg, Londres, 1962). Tous deux sont précurseurs dans l'étude du compositeur et de sa musique.
Il a également enseigné la théorie musicale et a travaillé comme critique musical. À partir de 1956, il est chargé de cours en dodécaphonie à l'université des arts de Berlin et a enseigné la nouvelle musique aux cours d'été de Darmstadt. Il a réalisé le catalogue la succession de Schoenberg et géré l'édition complète de ses œuvres. Rufer a, entre autres, enseigné à Giselher Klebe, Isang Yun, Hans Eugen Frischknecht (de), Roland Kayn (de) et Hans Werner Henze.

## Ouvrages
- Das Werk Arnold Schönbergs
- Die Komposition mit zwölf Tönen
- Bekenntnisse und Erkenntnisse. Komponisten über ihr Werk.,  (ISBN 3-44233-055-6)
- Musiker über Musik